# Ипотечный сертификат участия
Ипоте́чный сертифика́т уча́стия — именная ценная бумага, удостоверяющая долю её владельца в праве общей собственности на ипотечное покрытие, право требовать от выдавшего её лица надлежащего доверительного управления ипотечным покрытием, право на получение денежных средств, полученных во исполнение обязательств, требования по которым составляют ипотечное покрытие, а также иные права, предусмотренные Федеральным законом «Об ипотечных ценных бумагах».
Выдача ипотечных сертификатов участия может осуществляться только коммерческими организациями, имеющими лицензии на осуществление деятельности по управлению инвестиционными фондами, паевыми инвестиционными фондами и негосударственными пенсионными фондами, а также кредитными организациями.
Выдача ипотечных сертификатов участия является основанием для возникновения общей долевой собственности владельцев ипотечных сертификатов участия на ипотечное покрытие, под которое они выдаются, и учреждения доверительного управления таким ипотечным покрытием. Общая долевая собственность на ипотечное покрытие возникает одновременно с учреждением доверительного управления этим ипотечным покрытием.
Доверительное управление ипотечным покрытием учреждается путём заключения договора доверительного управления ипотечным покрытием.
Первой компанией, организовавшей в России выдачу ИСУ, стала «Управляющая компания ГФТ КАПИТАЛ», входящая в финансовую группу ГФТ. 19 июля 2012 года ФСФР России зарегистрировала правила доверительного управления ипотечным покрытием ипотечных сертификатов участия «ИСУ — 1» под управлением этой компании. Необходимые изменения и дополнения нормативной базы, которые в дальнейшем были приняты ФСФР, были разработаны совместно с ОАО «АИЖК» и Адвокатским бюро «Линия права».
На сегодняшний день сформировано несколько ипотечных покрытий под управлением различных компаний.